# Vestit antigravetat

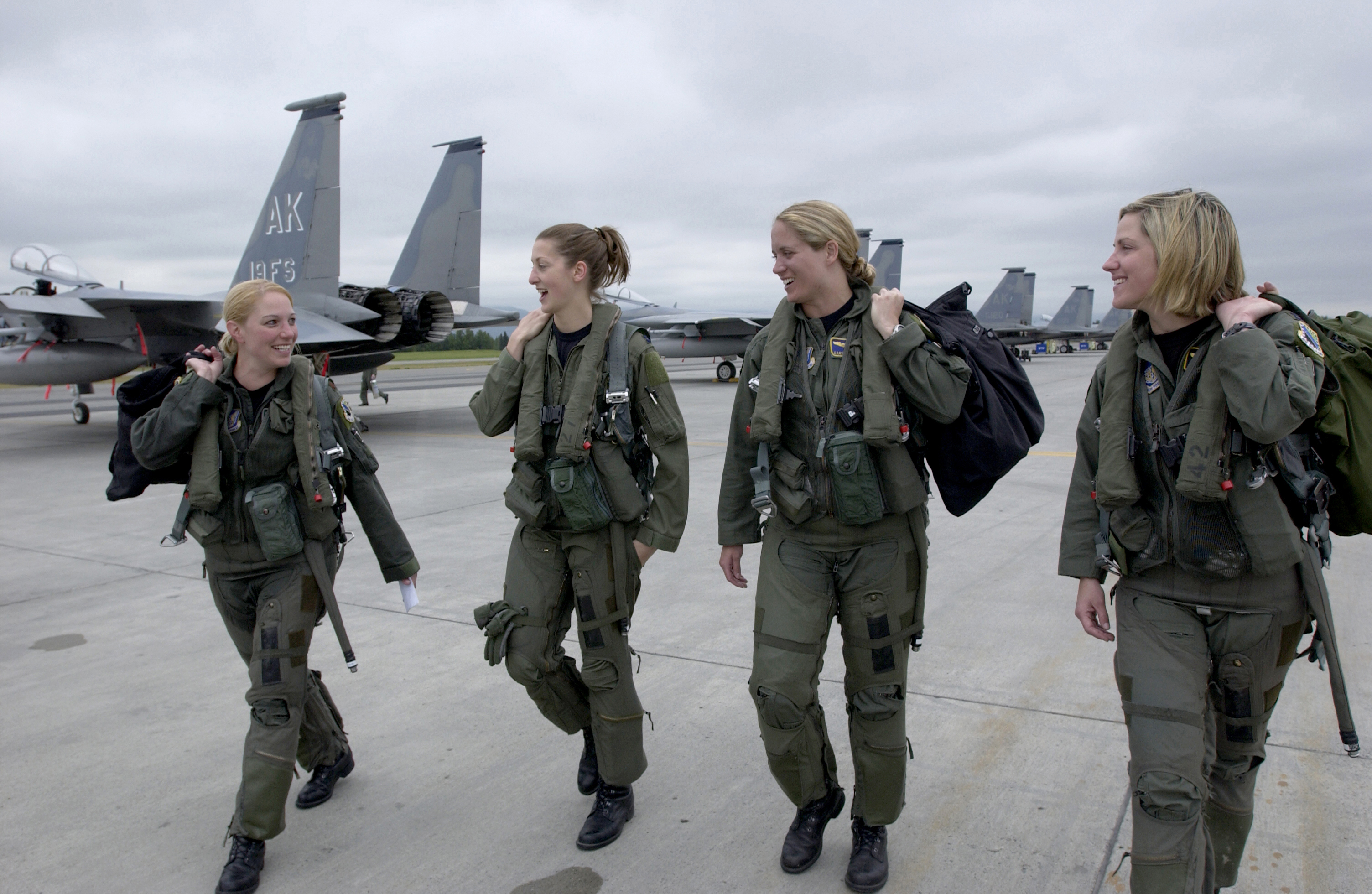
Pilots de la base Elmendorf amb vestit antigravetat.

El vestit antigravetat, usat pels pilots de les forces aèries consisteix en un sistema de càmeres inflables que en augmentar l'acceleració vertical s'inflen oprimint el cos del pilot en les cames i l'abdomen i evitant d'aquesta manera que la sang es desplaci a aquesta part del cos, mantenint el reg al cervell.
El vestit antigravetat és de gran utilitat per evitar l'anomenada visió negra produïda per ascensos o maniobres que facin baixar la sang a les cames. Però no contra la visió vermella produïda per maniobres de sentit contrari.